# Piroboridava

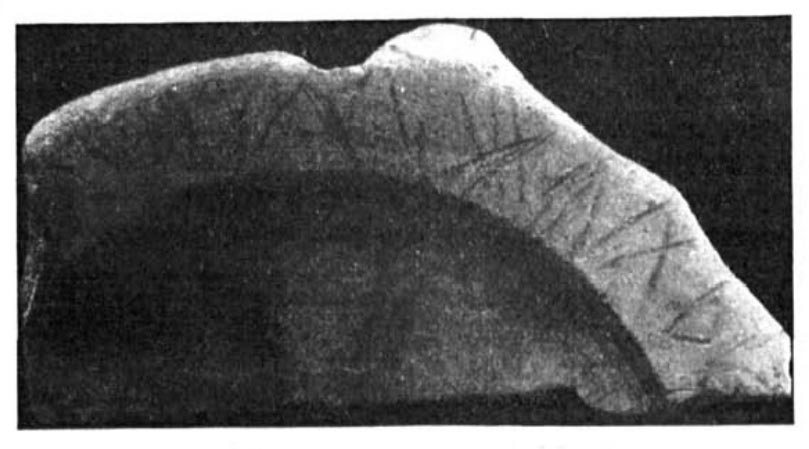
Un fragment dintr-o vază colectată de Mihail Dimitriu de la Piroboridava (Poiana, Galați) ilustrând utilizarea literelor grecești și latine de către un olar dac (sursa: Revista de arheologie Dacia, 1933)

Piroboridava a fost o davă situată puțin mai jos de confluența râurilor Trotuș și Siret, pe malul stâng al Siretului, la NV de satul Poiana, Galați.
Denumirea „Piroboridava“ era folosită de populația geto-dacă, fapt consemnat de Ptolemeu în scrierile sale, menționând că era unul din orașele prin care treceau mărfurile de la Tomis, Calatis și Histria, fiind duse atât spre nordul Moldovei, cât și spre Ardeal.
Primele sondaje arheologice în zonă au fost efectuate de Vasile Pârvan în 1913. A urmat studierea sitului prin sondajele realizate de Vasile Pârvan și de Gheorghe Ștefan în 1926. Activitatea a fost continuată prin cercetarea sistematică a „Cetățuii” și a împrejurimilor de către colective de arheologi conduse de Radu Vulpe și Ecaterina Dunăreanu-Vulpe între anii 1927-1931, 1939-1940 și 1949-1950. Ultima perioadă de ample cercetări sistematice în situl de la Poiana este cea derulată între anii 1985-1990 prin colaborarea Institutului de Arheologie din Iași și a Muzeului Mixt Tecuci, colectivul fiind condus de arheologul Silvia Teodor, căreia i s-au alăturat Stela Țau și Mircea Nicu.
Situată pe un pinten desprins din terasa înaltă a Siretului, așezarea era apărată pe trei laturi de râpi abrupte și deosebit de înalte iar pe cea de a patra, de un val cu șanțul corespunzător, care o separă de restul terasei. Dincolo de acesta, însă, continuă locuirea cu caracter de așezare civilă și, mai departe, pe teritoriul satului, se întinde necropola, în cadrul căreia au fost identificate și morminte tumulare. În acropole, săpăturile au identificat — suprapunând o așezare din epoca bronzului, precum și urme hallstattiene - șase nivele de locuire geto-dacică, durând din sec. 4 î.e.n. până în sec. 1 e.n. Viața așezării a luat sfârșit în împrejurările violentului conflict daco-roman. Din pricina răscolirilor repetate ale depunerilor, nu au putut fi identificate decât locuințe din ultima perioadă, dar, după resturile incomplete care au putut fi surprinse și în nivelele mai vechi, par să fi fost asemănătoare. S-ar părea că erau toate locuințe de suprafață, cu podele de lut galben și cu vetre de formă geometrică, patrulatere, sau circulare, puternic arse, fățuite uneori de mai multe ori și adesea cu decor geometric - motive spiralice, dispuse radial, constituind adevărate simboluri solare. Aceste locuințe trebuie să fi fost, cel puțin unele, de dimensiuni mari și concentrarea lor în zona fortificată sugerează o ordonanță interioară asemănătoare cu aceea de la Popești. La limita acropolei, pe marginea râpei, a putut fi surprins și un atelier de olar, cu cuptorul caracteristic.
În sfârșit, bogăția și varietatea descoperirilor mobile atestă, pe de o parte, importanța ocupațiilor productive și a comerțului care, aici, aproape de gura Siretului, constituia o activitate de prim ordin și lega cetățile grecești din Dobrogea cu celelalte cetăți dacice din zona subcarpatică a Moldovei, iar, pe de altă parte, atestă rolul de important centru local - davă - economic, social, administrativ și politic — militar. Varietatea descoperirilor este deosebită. Sunt atestate, ca peste tot, arme și unelte de fier, produse ale metalurgiei dacice și în același timp, mărturii ale altor preocupări. După cum piese din os și teracotă atestă alte forme de producție casnică sau specializată concurând la dezvoltarea unor meșteșuguri și activități productive tradiționale. Apoi ceramica obișnuită, cu cele trei serii tipologice: ceramica poroasă, modelată cu mâna și arsă oxidant, ceramica din pastă fină, modelată cu mâna și arsă reductor la negru, lustruită, în sfârșit ceramica cenușie din pastă fină, modelată pe roată și arsă reductor la temperaturi înalte, decorată prin lustruire.
În afara acestor piese de factură tradițională apar și altele preluate și imitate după cele grecești: amfore pseudoepigrafe, forme arse oxidant care reproduc pe cele curente în ceramica greco-romană, boluri megariene. Sunt cunoscute, de asemenea, piese despre care nu avem certitudinea că au fost produse local, dar care pot să fie produse getice, importate aici din alte centre specializate, bijuterii de argint. piese de bronz. În sfârșit piese de os. Nu lipsesc nici importurile, dintre care unele din materiale prețioase. Sunt cunoscute astfel vase grecești, o frumoasă camee, mărgele de sticlă, un scarabeu și multe alte piese, între care și un fragment de altar de teracotă cu reprezentări figurate, de cel mai curat tip elenistic.
Situl arheologic de la Poiana, punct Piroboridava, se află pe Lista Monumentelor Istorice avizată de Ministerului Culturii - cod GL-l-s-A-02989, unde figurează, distinct, și cele patru așezări fortificate găsite aici.